# Rosario de la aurora

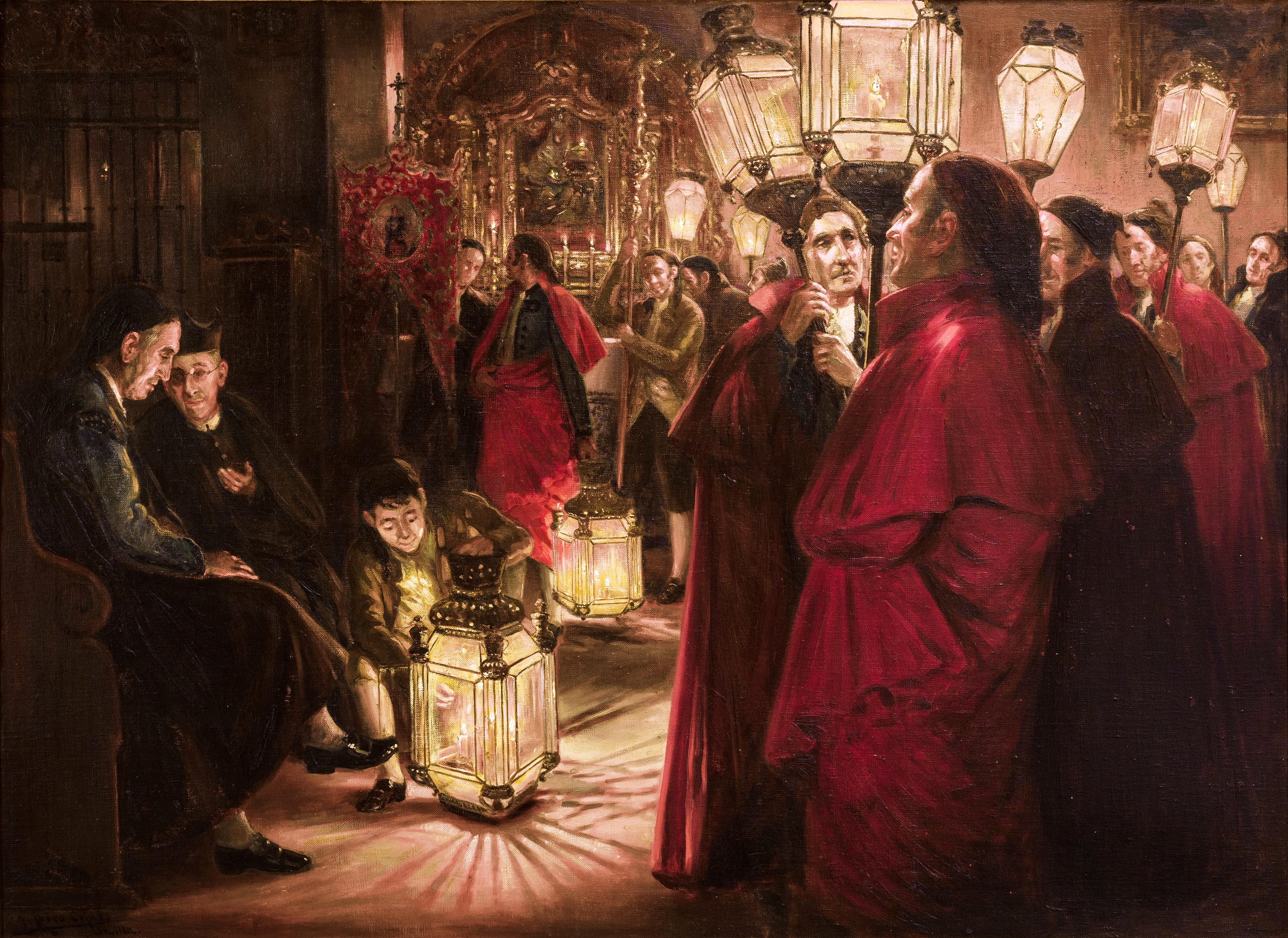
Preparando el Rosario, de José Rico Cejudo (Sevilla: 1864-1939)

El rosario de la aurora es una práctica de piedad popular en que, en el amanecer de algunos días señalados, se recorren en procesión las calles del pueblo rezando o cantando el rosario. Esta práctica fue tomando forma a partir de los últimos años del siglo XVII en muchas zonas de España, difundiéndose también en algunos países de América de habla española.

## Comienzo y difusión de la costumbre del rosario de la aurora
La difusión del rezo del rosario entre el pueblo se encuentra especialmente unida a la predicación de los dominicos y de otros religiosos. El rezo del rosario cobra mayor relevancia y difusión a raíz de la batalla de Lepanto (1571), cuya victoria el Papa san Pio V atribuyó a esta práctica. Mediante la bula Salvatoris Domini (1572), se estableció el 7 de octubre la fiesta litúrgica de Nuestra Señora de la Victoria, en conmemoración de dicha batalla y en recuerdo de ese favor de la Virgen. Al año siguiente, por la bula Monet Apostolu de Gregorio XIII, esta fiesta pasó a denominarse la fiesta de Nuestra Señora del Rosario.
El rezo público del rosario en las calles —que daría lugar al llamado Rosario de la aurora— queda testimoniado documentalmente a lo largo del siglo XVII, en distintas poblaciones. La costumbre de este rosario popular y público no responde a una decisión de la jerarquía, sino que aparece como una respuesta popular acogiendo la predicación del rosario. Asimismo, claro está, encontraríamos también instancias en distintas poblaciones donde se hubiera contado con el apoyo, o se hubiera practicado por iniciativa de algún religioso o cura párroco. Esto hace que la fecha y el modo en que aparece y se desarrolla esta costumbre piadosa varíe de un lugar a otro, aunque también se encuentren similitudes y convergencias, especialmente dentro de cada comarca o región. Se recogen a continuación datos sobre el inicio en algunos lugares. 
En Sevilla, entre 1688 y 1690, Fray Pedro Ulloa, promovió el rezo comunitario del rosario todos los días, al principio en una capilla del convento de San Pablo; más tarde se crearon las «Cofradías del Rosario de la Aurora», que trasladaron el rezo del rosario a la calle en días determinados. El primer rosario público de estas características se realiza el 17 de junio de 1690, por la tarde, por feligreses de la parroquia de San Bartolomé, precisamente el día en que se celebraban los funerales de Fray Pedro Ulloa.
En Navarra, el obispo Girón (1664-1670) impulsó el rezo generalizado del rosario en las parroquias; pero la primera documentación del rosario de la aurora corresponde a abad de Adiós que encargó a los feligreses que todos los domingos saliesen por el pueblo cantando el rosario. A lo largo del siglo XVIII, el rezo y canto del rosario de la aurora se generalizó en los pueblos, especialmente entre los labradores de la Navarra Media y la Ribera: de ello dan testimonio las indulgencias concedidas por Esteban Aguado y Rola (1785-1795), obispo de Pamplona, en 1790 —40 días de indulgencia por cada padre nuestro o avemaria del rosario cantado—.
De la profusión de los rosarios de la aurora, en ocasiones más de uno en la misma ciudad, da testimonio una Real Orden de 27 de junio de 1781, en la que se manda al Gobernador del consejo real de la ciudad y al arzobispo de Toledo que se pongan de acuerdo para prohibir los rosarios que se rezaban por doquier, de modo que solo se les permita su práctica a las congregaciones marianas,  en los días señalados del año litúrgico.
El rosario de la aurora se ha celebrado, y en muchos casos todavía está presente, prácticamente en toda España; está especialmente documentado en Andalucía, Murcia, Bajo Aragón y Navarra, donde la tradición se mantiene pujante; pero también hay testimonios en Extremadura, Cataluña y Castilla-La Mancha
No faltan testimonios de que los rosarios populares se extendieron también por la América hispana: en buena medida promovidos por los misioneros como un modo de reforzar la evangelización; así lo atestiguan distintos documentos por lo que se refiere a México y Perú. Sin embargo, no hay datos de que esa práctica diese lugar en aquellos países a un fenómeno similar al de los rosarios de la aurora. 

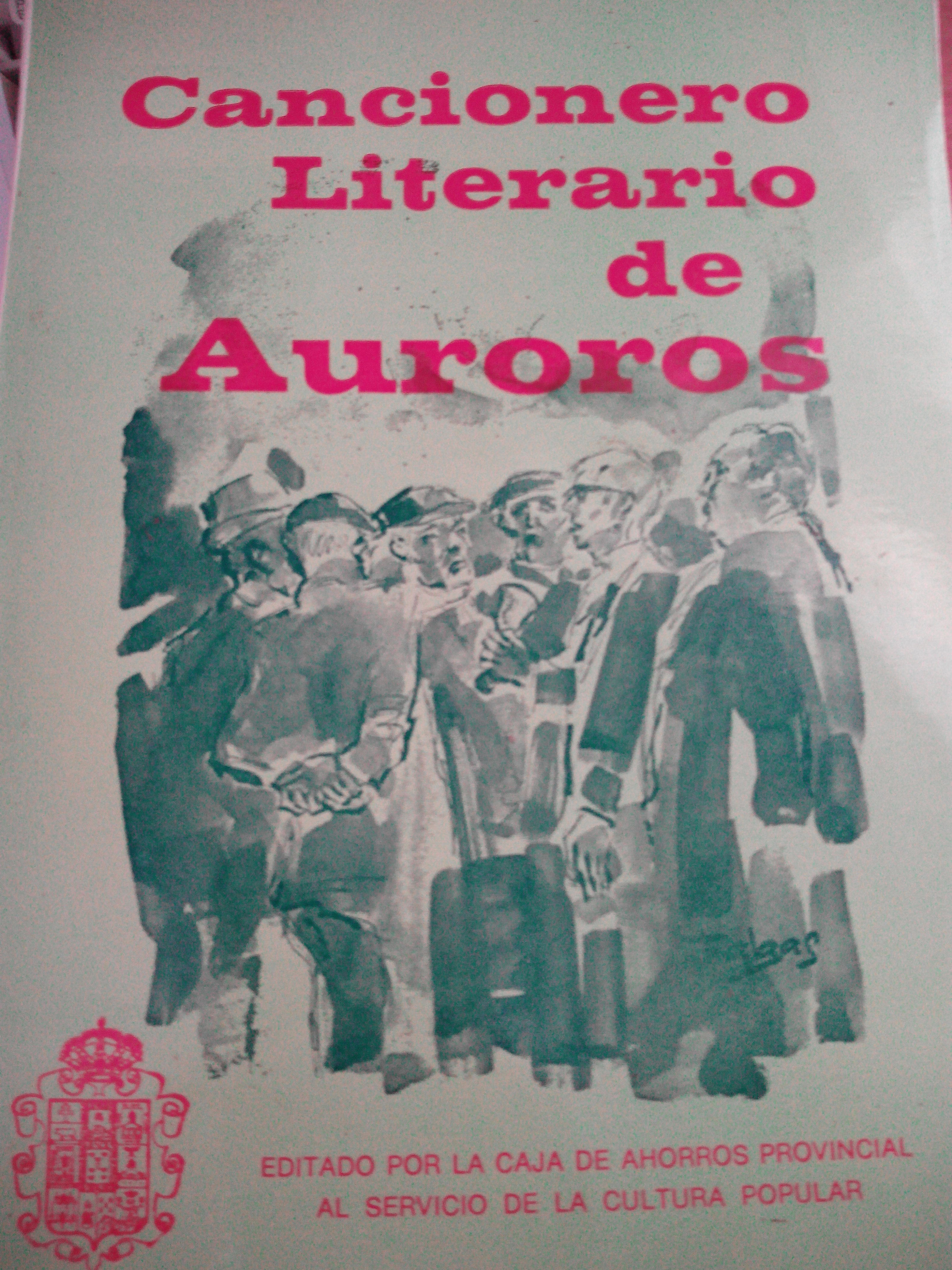
Libro de cantos, publicado en Murcia

## Características y variedades
Como fenómeno popular, el rosario de la aurora ha tomado en cada región unas características propias, no obstante algunas de ellas se dan en la mayoría de estos rosarios. En un primer momento el rezo del rosario por la calle se hace a última hora de la tarde o comienzo de la noche, y el recorrido se hace sin acompañar con ninguna imagen ni insignias; se centra en el rezo colectivo del pueblo, habitualmente asistido por un sacerdote; pronto el desfile lo encabeza una cruz y unos faroles, pero por la documentación disponible el rezo del rosario al alba —a la aurora— solo se inicia muy a finales del siglo XVIII, pero principalmente a principios del siglo XIX.
El rezo del rosario enseguida se acompaña de cantos; para cuando se empieza a celebrar al alba esto ya es una práctica habitual. Normalmente la música de los cantos es sencilla y pegadiza, aunque no faltan casos en que compositores profesionales han proporcionado algunos cantos.
El rosario se reza de madrugada, en algún caso llega a empezar a las 4 de la mañana, pues el rezo se realizaba antes de salir a trabajar el campo. Actualmente en las poblaciones en que se mantiene esta costumbre se hace algo más tarde. Lo temprano que se celebra el rosario queda de manifiesto en la letra de algunos de sus cantos,  que animan a dejar la cama y unirse en la oración; sirva de ejemplo:

¡Ay cristiano, que con tanto gusto/ al Santo Rosario solías llegar/ Cuantas gracias y auxilios se pierden/ por la vil flojera de no madrugar./ Oíd y temblad./ Que la infame y malvada pereza/ ha llevado a muchos al fuego infernal.
Voz "Rosario de la aurora", en Gran Enciclopedia Navarra

Muy variada es la periodicidad con que, en los distintos lugares, se reza el rosario de la aurora. En algunos casos, como en la ciudad de Valencia, todos los domingos menos el de Pascua; en otros, solo en las fiestas de la Virgen y las de algunos santos. En los lugares en que se celebraban todos los días de labor, actualmente ha pasado a tener lugar los domingo y fiestas.

## Auroros y campanilleros

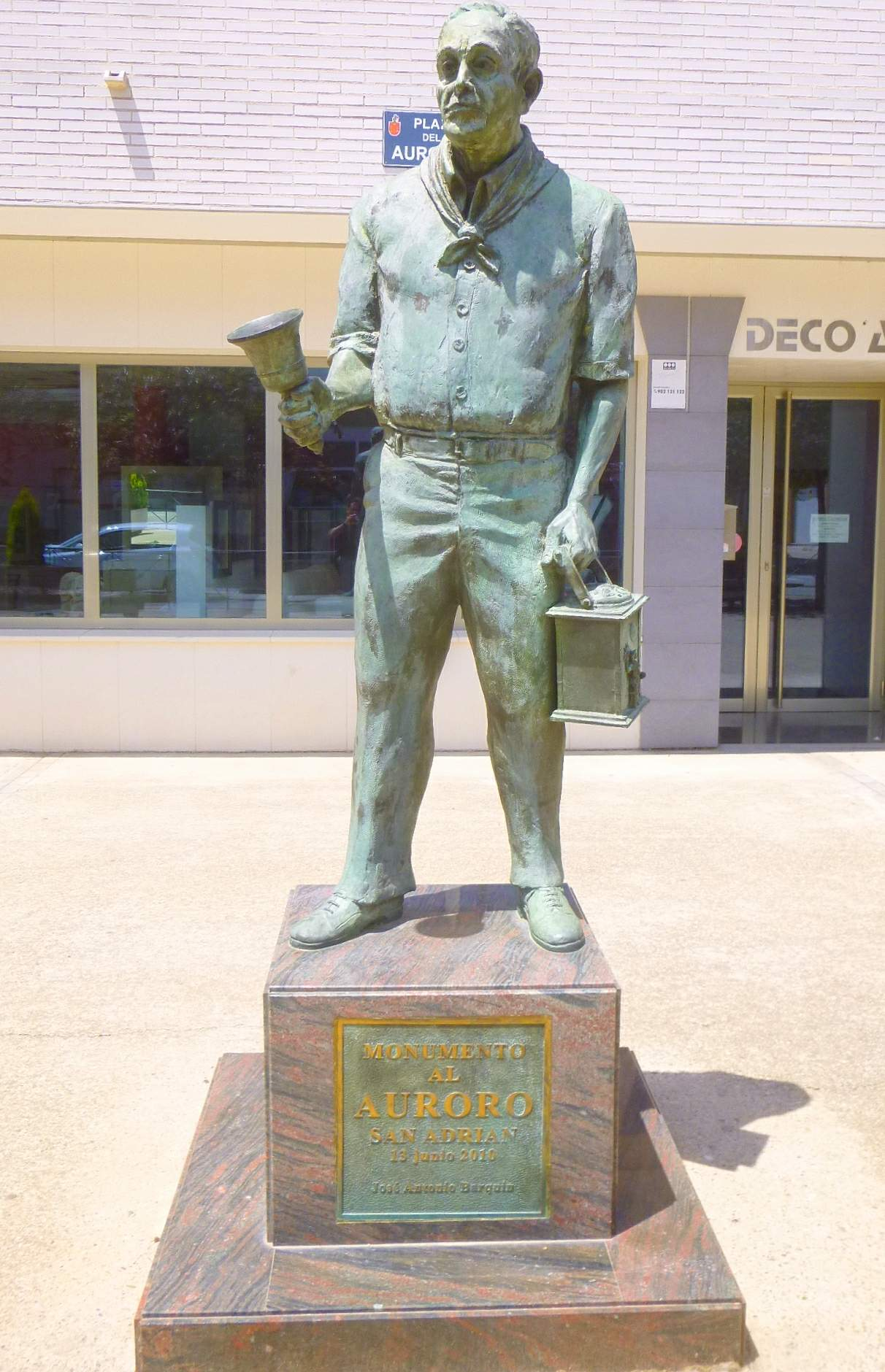
Monumento al auroro en San Adrián (Navarra)

Los participantes en los rosarios de la aurora son llamados auroros, aunque ese término queda reservado a los cantores, no a quienes puedan unirse en rezo. Los cantos de los auroros se centran en la glosa de los misterios del rosario o en la festividad del día. Habitualmente tienen un ritmo lento y se acompañan con pocos instrumentos: la esquila, campanillas, en algunos casos guitarras o laúdes. Pero antes de comenzar el rezo y canto del rosario, algunos organizadores, los avisadores, recorren las calles para convocar a los vecinos al rosario.
En Andalucía occidental a estos avisadores se les conoce como campanilleros: entonan coplas más vivas y utilizan instrumentos más sonoros; por supuesto tocan campanillas, pero también panderetas, tambores, triángulos e incluso saxofones y trompetas. De ellos proceden los grupos de campanilleros, que no solo cantan en el rosario de la aurora, sino que también cantan villacicos de Navidad; hay incluso una marcha procesional de Semana Santa que toma su nombre: «Pasan los campanilleros», y un palo del flamenco. 

## Cofradías y asociaciones
El origen popular del rezo del rosario por la calles no impidió que desde el comienzo se diera una cierta institucionalización. Al principio el rezo por la calle respondía al fervor popular movido por un cura o religioso, pero no es extraño que este fuese acogido por las Cofradías del rosario promovidas por los dominicos. Además, pronto aparecen otras cofradías que tienen como fin la celebración de estos rosarios populares en las calles. Reciben distintos nombres, son ejemplos de ello las Cofradías del Rosario de la Aurora, o de Nuestra Señora de la Aurora.
En Andalucía son numerosas las ermitas o santuarios que conservan imágenes de la Virgen con la advocación de Nuestra Señora de la Aurora. En la mayor parte de los casos por promoción de la correspondiente hermandad. En algunos casos, sin embargo, como por ejemplo en Montilla, esa advocación, Nuestra Señora de la Aurora, es el título de la patrona de la ciudad.
En la región de Murcia, donde «La Aurora Murciana. Los auroros de la región de Murcia» ha sido declarada Bien de Interés Cultural Inmaterial, las cofradías unen a su título oficial —habitualmente Hermandad (o Cofradía) de Nuestra Señora de la Aurora— la denominación de Campana de [el nombre de la población], que remite al único instrumento con el que acompañan sus cantos polifónicos a cuatro voces. La primera de estas hermandades, la Hermandad del Rosario de Jabalí Nuevo, se constituyó en 1736.
De la vigencia y vitalidad de las cofradías da testimonio la celebración del «I Congreso Nacional sobre las Cofradías y Hermandades del Rosario de la Aurora»,  que tuvo lugar en Priego de Córdoba,  el día 24 de junio de 2016
No obstante; el fenómeno de los auroros no se limita a las hermandades, pues en varias poblaciones navarras existen Asociaciones de auroros y, desde 1974, se celebra anualmente la «Concentración de Auroros de Navarra» en distintas poblaciones habitualmente de la Navarra Media y de la Ribera.

## El rosario de la aurora en el Diccionario
De la popularidad y difusión del rosario de la aurora, da testimonio una frase popular, «Acabar como el rosario de la aurora», que recoge el Diccionario de la Lengua Española, con la siguiente definición:

loc. veb. coloq. 

Desbandarse descompuesta y tumultuariamente los asistentes a una reunión por falta de acuerdo.

Una locución que, en ocasiones, se amplía en la expresión: «Acabar a farolazos, como el rosario de la aurora». Se barajan varias versiones sobre el origen del dicho; que bien puede encontrarse en diversos hechos que se han dado en distintos momentos y lugares, o en concreto en la concurrencia en unas mismas calles de más de un rosario de la aurora —circunstancia que en Toledo, como ya se ha citado, dio lugar a la Real Orden de 27 de junio de 1781—.